# Лушано
Лушано (итал. Lusciano) — город в Италии, располагается в регионе Кампания, в провинции Казерта.
Население составляет 13 494 человека (на 2004 г.), плотность населения составляет 3281 чел./км². Занимает площадь 4 км². Почтовый индекс — 81030. Телефонный код — 081.
Покровителем коммуны почитается святой Лукиан Антиохийский, празднование в третье воскресение сентября.